# Roberto García Morillo
Roberto García Morillo (Buenos Aires, 22 de janeiro de 1911 - 26 de outubro de 2003 ) foi um compositor, escritor, professor e musicólogo argentino. Estudou na Escuela Argentina de Música e no Conservatório Nacional de Música de Buenos Aires com professores como Julián Aguirre, Floro Ugarte (harmonia), Constantino Gaito(orquestração), José André (composição), José Gil (contraponto), Juan José Castro, e posteriormente em Paris com Yves Nat(piano).

## Carreira
Trabalhou como reitor do Conservatório Nacional de Música (1972-1979), professor de composição no Conservatório de música e do Antiguo Conservatorio Beethoven, e do conservatório superior de música Manuel de Falla, crítico de música do jornal La Nación (1938-1979); Membro da Comissão de Música de Câmara e Sinfônica SADAIC, vice-presidente da Associação Argentina de Compositores. Foi o presidente da União dos Compositores da Argentina; membro da Senato Academico del Centro Internazionale di Studi Musicali (Roma), Sociedade Internacional de Musicologia, Internationale Gesellschaft für Urheberrecht (INTERCU) de Munique.
Em suas primeiras obras pode-se perceber influências de Scriabin, Stravinsky e coincidências com o impressionismo francês e Manuel de Falla.

## Prêmios
Prêmios outorgados pela Comissão Nacional de Cultura, prefeitura da Cidade de Buenos Aires, Asoc. Wagneriana, SADAIC, Rotari Club, etc. Encargo de obras formulados por Radio Nacional, Asoc. de Conciertos de Cámara, Asoc. Amigos de la Música, Festival de Música de Tucumán, Asoc. El Piano, Asoc. Argentina de Compositores, Fabien Scvitzky (Festival Tchaikowsky 1959), Municipalidad de la Ciudad de Buenos Aires, Teatro Colón, Yacimientos Petrolíferos Fiscales, Asoc. Amigos del Coro Nacional de Niños, y IV Festival Interamericano de Música (Washington).

## Obras[3]

### Operas
- El caso Maillard, op. 41(1972-5)
- Arkady, el mexicano, op. 46 (1980-81)

### Balé
- Usher, op. 8 (194041)
- Harníd op. 9 (1941)
- Moriana op. 23 (1957-58)
- La máscara y el rostro, op. 33 (1963)
- Argentina 1860 op. 43 (1979-80)

### Música de teatro e cinema
- Juvenilia (1942)
- El tercer huésped (1946)
- Esperanza (1949)
- Tungasuka (1963)

### Músicas sinfônicas
- Poema para orquesta (1932)
- Berseker op. 1 (1932)
- Suite de Usber op 8 bis (1940 - 41)
- Suite de Harrild op. 9 bis (1941)
- Tres pinturas de Paul Klee op. 12 (1944)
- Movimiento sinfónico op. 15 (1946)
- Primera sinfonía op. 17 (1946 - 48)
- Ricercar-coral op. 19 bis, para cuerdas (1950 - 51)
- Obertura para un drama romántico, op.21(1954)
- Segunda sinfonía op. 22 (1954 - 55)
- Variaciones Olímpicas op. 24 (1958)
- Elegía sobre el nombre de Tchaikowsky op. 27 (1959)
- Tres pinturas de Piet Mondrian op. 29 (1960)
- Tercera sinfonía op. 30(1961)
- Divertimento sobre temas de Paul Klee op. 37 bis (1970)
- Ciclo de Dante Alighieri, para orquesta de cámara op. 38 (1970)
- Dyonisos op 30 bis (1971)
- Homenaje a Manuel de Falla op. 40, para vientos y percusión (1971)

### Música orquestral com solistas
- Concierto para piano y orquesta op. 6 (1937 - 39)
- Concierto para 3 clarinetes y cuerdas op.11(1943)
- El Tamarit, cantata de cámara op. 20 (1953)
- Romances del Amor y la Muerte, op. 28 (1959)
- Música para oboe y orquesta op. 32 (1962)
- Cantata de los Caballeros op. 34 (1965)
- Música para violín y cuerdas op. 35 (1967)
- Sexta cantata (Cantata de Navidad) op. 42 bis (1976)

### Música orquestral com solistas e coro
- Marín, cantata op. 18 (1948 - 50)
- Séptima cantata (Corrido de Leandro Rivera) op.44(1981).

### Música de Câmara
- Cuarteto con piano op. 5 (1935-37)
- Las pinturas negras de Goya ,op.7 1939)
- Cuarteto de arcos op. 19 (1950-51)
- Divertimento sobre temas de Paul Klee op. 37 (1967)

### Música para piano
- Cuentos para niños traviesos, 2 series (1932y 1953)
- Tres piezas op. 2 (1933)
- Conjuros op. 3 (1934)
- Pos sonatas op. 4(1935)
- Variaciones 1942 op. lO (1942)
- Variaciones 1944 op. 13 (1944)
- Tercera sonata op. 14 (1944 - 45)
- Esquernas op. 16(1946)
- Variaciones Apolíneas óp. 25 (1958 - 59)
- Cuarta sonata op. 26 (1959)
- Quinta sonata op. 31(1962)
- Serenata (Homenaje a Debussy) op. 36 (1968)
- Suite Virreinal op. 47 (1982) - para dois pianos

### Música para órgão
- Sonata de Notre Dame op. 45 (1980)

### Música para canto e piano
- Villancicos op 42 (1972)

### Música para coro
- Quinta cantata (Festiva) op. 39(1971)

### Transcrição
- Dos intimas de Jolian Aguirre. para orquesta (1976)

### Livros
- Mussorgsky (¡943)
- Rimsky-Korsakoff (1945)
- Las sonatas para piano de Scriabin (1935-1936)
- Estudios sobre danza, en colaboración con Dora Kriner (1948)
- Siete músicos europeos (1949)
- Carlos Chávez (1960)
- En preparación: Estudios sobre música argentina.

Traduções
- Igor Stravinsky, de Alejandro Tansman (1950)